# 양제 (서진)
양제(楊濟,? ~ 291년)는 서진(西晉)의 무장으로 사마염(司馬炎)의 양황후(楊皇后)의 숙부이며, 홍농군(弘農郡) 화음현(華陰縣) 출신으로 자(字)는 문통(文通)이다.

## 생애
홍농군(弘農郡)의 명문 출신 양씨(楊氏)의 자손으로 양수(楊脩)와는 동족 지간이다.
279년, 관군장군(冠軍將軍)으로서 진의 오 정벌전에 참가, 두예(杜預)의 지휘하에 양양(襄陽)에 주둔하여 각 군을 감독하였으며, 280년 오(吳)를 평정한 후, 도독형주제군사(都督荊州製軍使)가 되었다.
사마충(司馬衷)이 즉위하였을 때 태자태부(太子太傅)로 취임 하였으나, 팔왕의 난(八王之亂)에 휘말려 죽임을 당했다.

## 《삼국지연의》에서의 양제
《삼국지연의》에서는 명문가 출신으로 양수(楊脩)와 동족 지간이라는 언급은 없으며, 279년, 진의 오 정벌에 참전하여 두예(杜預)의 지휘하에 양양(襄陽)에 주둔하여 각 군을 감독, 오(吳)를 평정하였을 때 도독형주제군사가 되었다는 말은 없다.

## 가계

### 관련 인물
양병　양수　양염　양준　양지　양진　양표